# Patrick O’Connell (Fußballspieler)
Patrick Joseph O’Connell (* 8. März 1887 in Dublin; † 27. Februar 1959 in London) war ein irischer Fußballspieler und -trainer.

## Spielerkarriere

### Verein
In seiner Jugend spielte Patrick O’Connell in verschiedenen Clubs seiner Heimatstadt Dublin, unter anderem beim Frankfort FC; seine Profikarriere begann bei Belfast Celtic. Im März 1909 wechselte er für eine Ablöse von 50 Pfund zu Sheffield Wednesday. Bei Sheffield gelang es ihm jedoch nicht, dauerhaft zur ersten Elf zu gehören. Insgesamt bestritt er bei seinem dreijährigen Aufenthalt 18 Ligaspiele und 3 Spiele im FA Cup. 1912 wechselte er zum Zweitligaklub Hull City, wo er auch auf Anhieb Stammspieler wurde.
1914 wechselte O’Connell für eine Ablöse von 1000 Pfund zu Manchester United. In der Saison 1914/15 lief der Abwehrspieler als Kapitän von Manchester United auf und absolvierte 34 Ligaspiele. Sein erstes Spiel und sein erstes Tor machte er beim 3:1-Sieg gegen Oldham Athletic am 2. September 1914. In dieser Saison wäre ManU auch beinahe aus der ersten Liga abgestiegen, man hatte letztlich nur 2 Punkte mehr als Absteiger Tottenham Hotspur.
1915 war O’Connell wie einige seiner Teamkollegen in einen Wettskandal involviert. Seine Teamkollegen, die befürchteten aufgrund des Ersten Weltkriegs, der ein Austragen der englischen Profiliga verhinderte, arbeitslos zu werden, setzen bei einem Ligaspiel auf einen 2:0-Sieg ihrer Mannschaft gegen den FC Liverpool. O’Connell verschoss bei ebendiesem Resultat einen Elfmeter weit neben das Tor. Dennoch wurde O’Connell dafür nicht bestraft. Drei seiner Teamkollegen, Alexander Turnbull, Arthur Whalley und Enoch West wurden lebenslang gesperrt. Während des Kriegs verblieb O’Connell bei Manchester, spielte jedoch auch gastweise für Clapton Orient, AFC Rochdale und den FC Chesterfield.
Im August 1919 wechselte er zum schottischen Klub FC Dumbarton. Seine Spielerlaufbahn endete schließlich beim AFC Ashington, für die er in der Saison 1921/22 auch als Spielertrainer tätig war.

### Nationalmannschaft
Zwischen 1912 und 1919 spielte O’Connell sechs Mal für die irische Nationalmannschaft. Sein erstes Spiel bestritt er am 10. Februar 1912 beim 1:6 gegen England. 1914 gewann er mit Irland, als Kapitän seines Teams, die British Home Championship.

## Trainerkarriere
Von 1922 bis 1929 war O’Connell Trainer von Racing Santander. Er führte das Team zu fünf regionalen Titeln und war Gründungsmitglied der Primera División. Zwischen 1948 und 1949 war er erneut Coach von Racing Santander. Im Zeitraum von 1929 trainierte er den spanischen Zweitligisten Real Oviedo.
1931 wurde er Trainer von Betis Sevilla, die er 1932 zur Zweitligameisterschaft und damit zum Aufstieg in die erste Liga führte. Bereits im Jahr 1935 wurde er mit Betis spanischer Meister.
Nach dieser Saison wurde O’Connell Nachfolger von Barça-Coach Ferenc Plattkó. Mit dem FC Barcelona gewann er 1936 die katalanische Meisterschaft. Die darauffolgende Saison wurde aufgrund des spanischen Bürgerkriegs nicht ausgetragen. Einige republikanische Klubs organisierten eine Mittelmeerliga, die Barcelona 1937 gewann. 1937 absolvierte der Ire mit Barcelona eine Amerikatour, wo man gegen amerikanische und mexikanische Klubs spielte, um wieder etwas Geld in die Kassen zu spülen. Auch wenn Barcelona nach der Tour wieder liquid war, hatte O’Connell nach der Tour nur noch vier Spieler übrig; die anderen gingen ins Exil nach Mexiko und Frankreich. Dennoch führte O’Connell Barcelona 1938 zum Gewinn einer katalanischen Liga. Im März 1940 wurde er schließlich drei Monate vor Vertragsende durch Josep Planas ersetzt.
Zwischen 1942 und 1945 trainierte er noch den FC Sevilla.

## Erfolge
Spieler:
- British Home Championship: 1914

Trainer:
- Spanische Meisterschaft: 1935
- Liga Mediterránea: 1937
- Lliga Catalana: 1938
- Katalanische Meisterschaft: 1936, 1938